# ミシシッピ州選出のアメリカ合衆国上院議員
以下は、ミシシッピ州選出のアメリカ合衆国上院議員の一覧である。

## 上院議員一覧
| 第1部 第1部の上院議員は西暦年を6で除算したときの剰余が1と等しい年が任期末である。最近では2008年 (補選), 2012年,2018年,2024年に改選されている。次の選挙は2030年に予定されている。 | 第1部 第1部の上院議員は西暦年を6で除算したときの剰余が1と等しい年が任期末である。最近では2008年 (補選), 2012年,2018年,2024年に改選されている。次の選挙は2030年に予定されている。 | 第1部 第1部の上院議員は西暦年を6で除算したときの剰余が1と等しい年が任期末である。最近では2008年 (補選), 2012年,2018年,2024年に改選されている。次の選挙は2030年に予定されている。 | 第1部 第1部の上院議員は西暦年を6で除算したときの剰余が1と等しい年が任期末である。最近では2008年 (補選), 2012年,2018年,2024年に改選されている。次の選挙は2030年に予定されている。 | 第1部 第1部の上院議員は西暦年を6で除算したときの剰余が1と等しい年が任期末である。最近では2008年 (補選), 2012年,2018年,2024年に改選されている。次の選挙は2030年に予定されている。 | 第1部 第1部の上院議員は西暦年を6で除算したときの剰余が1と等しい年が任期末である。最近では2008年 (補選), 2012年,2018年,2024年に改選されている。次の選挙は2030年に予定されている。 | 議会                                                                                        | 第2部 第2部の上院議員は西暦年を6で除算したときの剰余が3と等しい年が任期末である。2008年, 2014年,2018年,2020年に改選されている。次の選挙は2026年に予定されている。 | 第2部 第2部の上院議員は西暦年を6で除算したときの剰余が3と等しい年が任期末である。2008年, 2014年,2018年,2020年に改選されている。次の選挙は2026年に予定されている。 | 第2部 第2部の上院議員は西暦年を6で除算したときの剰余が3と等しい年が任期末である。2008年, 2014年,2018年,2020年に改選されている。次の選挙は2026年に予定されている。 | 第2部 第2部の上院議員は西暦年を6で除算したときの剰余が3と等しい年が任期末である。2008年, 2014年,2018年,2020年に改選されている。次の選挙は2026年に予定されている。 | 第2部 第2部の上院議員は西暦年を6で除算したときの剰余が3と等しい年が任期末である。2008年, 2014年,2018年,2020年に改選されている。次の選挙は2026年に予定されている。 | 第2部 第2部の上院議員は西暦年を6で除算したときの剰余が3と等しい年が任期末である。2008年, 2014年,2018年,2020年に改選されている。次の選挙は2026年に予定されている。 |
| # | 氏名 | 所属政党 | 在職期間 | 選挙歴 | 任期 | 議会                                                                                        | 任期 | 選挙歴 | 在職期間 | 所属政党 | 氏名 | # |
| 1 | ウォルター・リーク | 民主 共和党 | 1817年12月10日 – 1820年5月15日 | 1817年選出 辞職 | 1 | 15                                                                                          | 1 | 1817年選出 | 1817年12月10日 – 1829年3月4日 | 民主 共和党 | トーマス・ヒル・ウィリアムズ | 1 |
| 1 | ウォルター・リーク | 民主 共和党 | 1817年12月10日 – 1820年5月15日 | 1817年選出 辞職 | 1 | 16                                                                                          | 1 | 1817年選出 | 1817年12月10日 – 1829年3月4日 | 民主 共和党 | トーマス・ヒル・ウィリアムズ | 1 |
| 空席 | 空席 | 空席 | 1820年5月15日 – 1820年8月30日 | | 1 |                                                                                             | 1 | 1817年選出 | 1817年12月10日 – 1829年3月4日 | 民主 共和党 | トーマス・ヒル・ウィリアムズ | 1 |
| 2 | デヴィッド・ホームズ | 民主 共和党 | 1820年8月30日 – 1825年9月25日 | リークの任期を満了するため選出 | 1 |                                                                                             | 1 | 1817年選出 | 1817年12月10日 – 1829年3月4日 | 民主 共和党 | トーマス・ヒル・ウィリアムズ | 1 |
| 2 | デヴィッド・ホームズ | 民主 共和党 | 1820年8月30日 – 1825年9月25日 | 再選年不明 ミシシッピ州知事就任のため辞職 | 2 | 17                                                                                          | 1 | 1817年選出 | 1817年12月10日 – 1829年3月4日 | 民主 共和党 | トーマス・ヒル・ウィリアムズ | 1 |
| 2 | デヴィッド・ホームズ | ジャクソン 民主 共和党 | 1820年8月30日 – 1825年9月25日 | 再選年不明 ミシシッピ州知事就任のため辞職 | 2 | 18                                                                                          | 2 | 1823年再選 | 1817年12月10日 – 1829年3月4日 | ジャクソン 民主 共和党 | トーマス・ヒル・ウィリアムズ | 1 |
| 2 | デヴィッド・ホームズ | ジャクソン党 | 1820年8月30日 – 1825年9月25日 | 再選年不明 ミシシッピ州知事就任のため辞職 | 2 | 19                                                                                          | 2 | 1823年再選 | 1817年12月10日 – 1829年3月4日 | ジャクソン党 | トーマス・ヒル・ウィリアムズ | 1 |
| 空席 | 空席 | 空席 | 1825年9月25日 – 1825年9月28日 | | 2 | 19                                                                                          | 2 | 1823年再選 | 1817年12月10日 – 1829年3月4日 | ジャクソン党 | トーマス・ヒル・ウィリアムズ | 1 |
| 3 | ポーハタン・エリス | ジャクソン党 | 1825年9月28日 – 1826年1月28日 | ホームズの任期を引き継ぐため任命 補欠選挙で敗北 | 2 | 19                                                                                          | 2 | 1823年再選 | 1817年12月10日 – 1829年3月4日 | ジャクソン党 | トーマス・ヒル・ウィリアムズ | 1 |
| 4 | トーマス・バック・リード | ジャクソン党 | 1826年1月28日 – 1827年3月4日 | ホームズの任期を満了するため選出 再選に失敗 | 2 | 19                                                                                          | 2 | 1823年再選 | 1817年12月10日 – 1829年3月4日 | ジャクソン党 | トーマス・ヒル・ウィリアムズ | 1 |
| 5 | ポーハタン・エリス | ジャクソン党 | 1827年3月4日 – 1832年7月16日 | 選出年不明 地裁判事就任のため辞職 | 3 | 20                                                                                          | 2 | 1823年再選 | 1817年12月10日 – 1829年3月4日 | ジャクソン党 | トーマス・ヒル・ウィリアムズ | 1 |
| 5 | ポーハタン・エリス | ジャクソン党 | 1827年3月4日 – 1832年7月16日 | 選出年不明 地裁判事就任のため辞職 | 3 | 21                                                                                          | 3 | 1828年選出 死去 | 1829年3月4日 – 1829年11月26日 | ジャクソン党 | トーマス・バック・リード | 2 |
| 5 | ポーハタン・エリス | ジャクソン党 | 1827年3月4日 – 1832年7月16日 | 選出年不明 地裁判事就任のため辞職 | 3 | 21                                                                                          | 3 | | 1829年11月26日 – 1830年1月6日 | 空席 | 空席 | 空席 |
| 5 | ポーハタン・エリス | ジャクソン党 | 1827年3月4日 – 1832年7月16日 | 選出年不明 地裁判事就任のため辞職 | 3 | 21                                                                                          | 3 | リードの任期を満了するため選出 死去 | 1830年1月6日 – 1830年7月2日 | ジャクソン党 | ロバート・H・アダムズ | 3 |
| 5 | ポーハタン・エリス | ジャクソン党 | 1827年3月4日 – 1832年7月16日 | 選出年不明 地裁判事就任のため辞職 | 3 | 21                                                                                          | 3 | | 1830年7月2日 – 1830年10月15日 | 空席 | 空席 | 空席 |
| 5 | ポーハタン・エリス | ジャクソン党 | 1827年3月4日 – 1832年7月16日 | 選出年不明 地裁判事就任のため辞職 | 3 | 21                                                                                          | 3 | アダムズの任期を引き継ぐため任命 1830年11月18日アダムズの任期を満了するため選出 再選に失敗                                                                        | 1830年10月15日 – 1835年3月4日 | ジャクソン党 | ジョージ・ポインデクスター | 4 |
| 5 | ポーハタン・エリス | ジャクソン党 | 1827年3月4日 – 1832年7月16日 | 選出年不明 地裁判事就任のため辞職 | 3 | 22                                                                                          | 3 | アダムズの任期を引き継ぐため任命 1830年11月18日アダムズの任期を満了するため選出 再選に失敗                                                                        | 1830年10月15日 – 1835年3月4日 | 反 ジャクソン党 | ジョージ・ポインデクスター | 4 |
| 空席 | 空席 | 空席 | 1832年7月16日 – 1832年11月12日 | | 3 | 22                                                                                          | 3 | アダムズの任期を引き継ぐため任命 1830年11月18日アダムズの任期を満了するため選出 再選に失敗                                                                        | 1830年10月15日 – 1835年3月4日 | 反 ジャクソン党 | ジョージ・ポインデクスター | 4 |
| 6 | ジョン・ブラック | ジャクソン党 | 1832年11月12日 – 1833年3月3日 | エリスの任期を満了するため任命 | 3 | 22                                                                                          | 3 | アダムズの任期を引き継ぐため任命 1830年11月18日アダムズの任期を満了するため選出 再選に失敗                                                                        | 1830年10月15日 – 1835年3月4日 | 反 ジャクソン党 | ジョージ・ポインデクスター | 4 |
| 6 | 空席 | 空席 | 1833年3月3日 – 1833年11月22日 | 州議会が選出に失敗 | 4 | 23                                                                                          | 3 | アダムズの任期を引き継ぐため任命 1830年11月18日アダムズの任期を満了するため選出 再選に失敗                                                                        | 1830年10月15日 – 1835年3月4日 | 反 ジャクソン党 | ジョージ・ポインデクスター | 4 |
| 6 | ジョン・ブラック | 反 ジャクソン党 | 1833年11月22日 – 1838年1月22日 | 任期を満了するため選出 辞職 | 4 | 23                                                                                          | 3 | アダムズの任期を引き継ぐため任命 1830年11月18日アダムズの任期を満了するため選出 再選に失敗                                                                        | 1830年10月15日 – 1835年3月4日 | 反 ジャクソン党 | ジョージ・ポインデクスター | 4 |
| 6 | ジョン・ブラック | 反 ジャクソン党 | 1833年11月22日 – 1838年1月22日 | 任期を満了するため選出 辞職 | 4 | 24                                                                                          | 4 | 1835年選出 | 1835年3月4日 – 1845年3月5日 | ジャクソン党 | ロバート・ウォーカー | 5 |
| 6 | ジョン・ブラック | ホイッグ党 | 1833年11月22日 – 1838年1月22日 | 任期を満了するため選出 辞職 | 4 | 25                                                                                          | 4 | 1835年選出 | 1835年3月4日 – 1845年3月5日 | 民主党 | ロバート・ウォーカー | 5 |
| 7 | ジェイムズ・F・トロッター | 民主党 | 1838年1月22日 – 1838年7月10日 | ブラックの任期を引き継ぐため任命 辞職 | 4 | 25                                                                                          | 4 | 1835年選出 | 1835年3月4日 – 1845年3月5日 | 民主党 | ロバート・ウォーカー | 5 |
| 空席 | 空席 | 空席 | 1838年7月10日 – 1838年11月12日 | | 4 | 25                                                                                          | 4 | 1835年選出 | 1835年3月4日 – 1845年3月5日 | 民主党 | ロバート・ウォーカー | 5 |
| 8 | トマス・ヒックマン・ウィリアムズ | 民主党 | 1838年11月12日 – 1839年3月4日 | ブラックの任期を引き継ぐため任命 1839年1月30日ブラックの任期を満了するため選出                                                                                                   | 4 | 25                                                                                          | 4 | 1835年選出 | 1835年3月4日 – 1845年3月5日 | 民主党 | ロバート・ウォーカー | 5 |
| 9 | ジョン・ヘンダーソン | ホイッグ党 | 1839年3月4日 – 1845年3月4日 | 1838年選出 | 5 | 26                                                                                          | 4 | 1835年選出 | 1835年3月4日 – 1845年3月5日 | 民主党 | ロバート・ウォーカー | 5 |
| 9 | ジョン・ヘンダーソン | ホイッグ党 | 1839年3月4日 – 1845年3月4日 | 1838年選出 | 5 | 25                                                                                          | 5 | 1841年再選 財務長官就任のため辞職 | 1835年3月4日 – 1845年3月5日 | 民主党 | ロバート・ウォーカー | 5 |
| 9 | ジョン・ヘンダーソン | ホイッグ党 | 1839年3月4日 – 1845年3月4日 | 1838年選出 | 5 | 28                                                                                          | 5 | 1841年再選 財務長官就任のため辞職 | 1835年3月4日 – 1845年3月5日 | 民主党 | ロバート・ウォーカー | 5 |
| 10 | ジェシー・スペイト | 民主党 | 1845年3月4日 – 1847年5月1日 | 1844年選出 死去 | 6 | 29                                                                                          | 5 | 1841年再選 財務長官就任のため辞職 | 1835年3月4日 – 1845年3月5日 | 民主党 | ロバート・ウォーカー | 5 |
| 10 | ジェシー・スペイト | 民主党 | 1845年3月4日 – 1847年5月1日 | 1844年選出 死去 | 6 | 29                                                                                          | 5 | | 1845年3月5日 – 1845年11月3日 | 空席 | 空席 | 空席 |
| 10 | ジェシー・スペイト | 民主党 | 1845年3月4日 – 1847年5月1日 | 1844年選出 死去 | 6 | 29                                                                                          | 5 | ウォーカーの任期を引き継ぐため任命 1846年1月10日ウォーカーの任期を満了するため選出                                                                                | 1845年11月3日 – 1847年3月4日 | 民主党 | ジョーゼフ・W・チャルマーズ | 6 |
| 10 | ジェシー・スペイト | 民主党 | 1845年3月4日 – 1847年5月1日 | 1844年選出 死去 | 6 | 30                                                                                          | 6 | 1846年 or 1847年選出 ミシシッピ州知事就任のため辞職 | 1847年3月4日 – 1852年1月8日 | 民主党 | ヘンリー・S・フート | 7 |
| 空席 | 空席 | 空席 | 1847年5月1日 – 1847年8月10日 | | 6 | 30                                                                                          | 6 | 1846年 or 1847年選出 ミシシッピ州知事就任のため辞職 | 1847年3月4日 – 1852年1月8日 | 民主党 | ヘンリー・S・フート | 7 |
| 11 | ジェファーソン・デイヴィス | 民主党 | 1847年8月10日 – 1851年9月23日 | スペイトの任期を引き継ぐため任命 1848年1月11日スペイトの任期を満了するため選出                                                                                                   | 6 | 30                                                                                          | 6 | 1846年 or 1847年選出 ミシシッピ州知事就任のため辞職 | 1847年3月4日 – 1852年1月8日 | 民主党 | ヘンリー・S・フート | 7 |
| 11 | ジェファーソン・デイヴィス | 民主党 | 1847年8月10日 – 1851年9月23日 | スペイトの任期を引き継ぐため任命 1848年1月11日スペイトの任期を満了するため選出                                                                                                   | 6 | 31                                                                                          | 6 | 1846年 or 1847年選出 ミシシッピ州知事就任のため辞職 | 1847年3月4日 – 1852年1月8日 | 民主党 | ヘンリー・S・フート | 7 |
| 11 | ジェファーソン・デイヴィス | 民主党 | 1847年8月10日 – 1851年9月23日 | 1850年再選 州知事選出馬のため辞職 | 7 | 32                                                                                          | 6 | 1846年 or 1847年選出 ミシシッピ州知事就任のため辞職 | 1847年3月4日 – 1852年1月8日 | 民主党 | ヘンリー・S・フート | 7 |
| 空席 | 空席 | 空席 | 1851年9月23日 – 1851年12月1日 | | 7 | 32                                                                                          | 6 | 1846年 or 1847年選出 ミシシッピ州知事就任のため辞職 | 1847年3月4日 – 1852年1月8日 | 民主党 | ヘンリー・S・フート | 7 |
| 12 | ジョン・J・マクレイ | 民主党 | 1851年12月1日 – 1852年3月17日 | デイヴィスの任期を引き継ぐため任命 後継選出 | 7 | 32                                                                                          | 6 | 1846年 or 1847年選出 ミシシッピ州知事就任のため辞職 | 1847年3月4日 – 1852年1月8日 | 民主党 | ヘンリー・S・フート | 7 |
| 12 | ジョン・J・マクレイ | 民主党 | 1851年12月1日 – 1852年3月17日 | デイヴィスの任期を引き継ぐため任命 後継選出 | 7 | 32                                                                                          | 6 | | 1852年1月8日 – 1852年2月18日 | 空席 | 空席 | 空席 |
| 12 | ジョン・J・マクレイ | 民主党 | 1851年12月1日 – 1852年3月17日 | デイヴィスの任期を引き継ぐため任命 後継選出 | 7 | 32                                                                                          | 6 | フートの任期を満了するため選出 引退 | 1852年2月18日 – 1853年3月4日 | ホイッグ党 | ウォーカー・ブルック | 8 |
| 13 | スティーヴン・アダムズ | 民主党 | 1852年3月17日 – 1857年3月4日 | デイヴィスの任期を満了するため選出 | 7 | 32                                                                                          | 6 | フートの任期を満了するため選出 引退 | 1852年2月18日 – 1853年3月4日 | ホイッグ党 | ウォーカー・ブルック | 8 |
| 13 | スティーヴン・アダムズ | 民主党 | 1852年3月17日 – 1857年3月4日 | デイヴィスの任期を満了するため選出 | 7 | 33                                                                                          | 7 | | 1853年3月4日 – 1854年1月7日 | 空席 | 空席 | 空席 |
| 13 | スティーヴン・アダムズ | 民主党 | 1852年3月17日 – 1857年3月4日 | デイヴィスの任期を満了するため選出 | 7 | 33                                                                                          | 7 | 1854年選出 | 1854年1月7日 – 1861年1月12日 | 民主党 | アルバート・G・ブラウン | 9 |
| 13 | スティーヴン・アダムズ | 民主党 | 1852年3月17日 – 1857年3月4日 | デイヴィスの任期を満了するため選出 | 7 | 34                                                                                          | 7 | 1854年選出 | 1854年1月7日 – 1861年1月12日 | 民主党 | アルバート・G・ブラウン | 9 |
| 14 | ジェファーソン・デイヴィス | 民主党 | 1857年3月4日 – 1861年1月21日 | 1856年 or 1857年 辞職 | 8 | 35                                                                                          | 7 | 1854年選出 | 1854年1月7日 – 1861年1月12日 | 民主党 | アルバート・G・ブラウン | 9 |
| 14 | ジェファーソン・デイヴィス | 民主党 | 1857年3月4日 – 1861年1月21日 | 1856年 or 1857年 辞職 | 8 | 36                                                                                          | 8 | 1859年再選 撤退 | 1854年1月7日 – 1861年1月12日 | 民主党 | アルバート・G・ブラウン | 9 |
| 14 | ジェファーソン・デイヴィス | 民主党 | 1857年3月4日 – 1861年1月21日 | 1856年 or 1857年 辞職 | 8 | 36                                                                                          | 8 | 南北戦争とレコンストラクション | 1861年1月12日 – 1870年2月23日 | 空席 | 空席 | 空席 |
| 空席 | 空席 | 空席 | 1861年1月21日 – 1870年2月23日 | 南北戦争とレコンストラクション | 8 | 36                                                                                          | 8 | 南北戦争とレコンストラクション | 1861年1月12日 – 1870年2月23日 | 空席 | 空席 | 空席 |
| 空席 | 空席 | 空席 | 1861年1月21日 – 1870年2月23日 | 南北戦争とレコンストラクション | 8 | 37                                                                                          | 8 | 南北戦争とレコンストラクション | 1861年1月12日 – 1870年2月23日 | 空席 | 空席 | 空席 |
| 空席 | 空席 | 空席 | 1861年1月21日 – 1870年2月23日 | 南北戦争とレコンストラクション | 9 | 38                                                                                          | 8 | 南北戦争とレコンストラクション | 1861年1月12日 – 1870年2月23日 | 空席 | 空席 | 空席 |
| 空席 | 空席 | 空席 | 1861年1月21日 – 1870年2月23日 | 南北戦争とレコンストラクション | 9 | 39                                                                                          | 9 | 南北戦争とレコンストラクション | 1861年1月12日 – 1870年2月23日 | 空席 | 空席 | 空席 |
| 空席 | 空席 | 空席 | 1861年1月21日 – 1870年2月23日 | 南北戦争とレコンストラクション | 9 | 40                                                                                          | 9 | 南北戦争とレコンストラクション | 1861年1月12日 – 1870年2月23日 | 空席 | 空席 | 空席 |
| 空席 | 空席 | 空席 | 1861年1月21日 – 1870年2月23日 | 南北戦争とレコンストラクション | 10 | 41                                                                                          | 9 | 南北戦争とレコンストラクション | 1861年1月12日 – 1870年2月23日 | 空席 | 空席 | 空席 |
| 15 | アデルバート・エイムズ | 共和党 | 1870年2月23日 – 1874年1月4日 | 1870年空席間の任期を満了するため選出 ミシシッピ州知事就任のため辞職 | 10 | 41                                                                                          | 9 | 1870年空席間の任期を満了するため選出 | 1870年2月23日 – 1871年3月3日 | 共和党 | ハイラム・R・レヴェルズ | 10 |
| 15 | アデルバート・エイムズ | 共和党 | 1870年2月23日 – 1874年1月4日 | 1870年空席間の任期を満了するため選出 ミシシッピ州知事就任のため辞職 | 10 | 42                                                                                          | 10 | | 1871年3月3日 – 1871年12月1日 | 空席 | 空席 | 空席 |
| 15 | アデルバート・エイムズ | 共和党 | 1870年2月23日 – 1874年1月4日 | 1870年空席間の任期を満了するため選出 ミシシッピ州知事就任のため辞職 | 10 | 42                                                                                          | 10 | 1870年選出, 1871年12月まで知事に在任 | 1871年12月1日 – 1877年3月4日 | 共和党 | ジェイムズ・L・アルコーン | 11 |
| 15 | アデルバート・エイムズ | 共和党 | 1870年2月23日 – 1874年1月4日 | 1870年空席間の任期を満了するため選出 ミシシッピ州知事就任のため辞職 | 10 | 43                                                                                          | 10 | 1870年選出, 1871年12月まで知事に在任 | 1871年12月1日 – 1877年3月4日 | 共和党 | ジェイムズ・L・アルコーン | 11 |
| 空席 | 空席 | 空席 | 1874年1月4日 – 1874年2月3日 | | 10 |                                                                                             | 10 | 1870年選出, 1871年12月まで知事に在任 | 1871年12月1日 – 1877年3月4日 | 共和党 | ジェイムズ・L・アルコーン | 11 |
| 16 | ヘンリー・R・ピーズ | 共和党 | 1874年2月3日 – 1875年3月4日 | エイムズの任期を満了するため選出 引退 | |                                                                                             | 10 | 1870年選出, 1871年12月まで知事に在任 | 1871年12月1日 – 1877年3月4日 | 共和党 | ジェイムズ・L・アルコーン | 11 |
| 17 | ブランチ・ブルース | 共和党 | 1875年3月4日 – 1881年3月4日 | 1874年選出 | 11 | 44                                                                                          | 10 | 1870年選出, 1871年12月まで知事に在任 | 1871年12月1日 – 1877年3月4日 | 共和党 | ジェイムズ・L・アルコーン | 11 |
| 17 | ブランチ・ブルース | 共和党 | 1875年3月4日 – 1881年3月4日 | 1874年選出 | 11 | 45                                                                                          | 11 | 1876年選出 | 1877年3月4日 – 1885年3月6日 | 民主党 | ルーシャス・Q・C・ラマー | 12 |
| 17 | ブランチ・ブルース | 共和党 | 1875年3月4日 – 1881年3月4日 | 1874年選出 | 11 | 46                                                                                          | 11 | 1876年選出 | 1877年3月4日 – 1885年3月6日 | 民主党 | ルーシャス・Q・C・ラマー | 12 |
| 18 | ジェイムズ・Z・ジョージ | 民主党 | 1881年3月4日 – 1897年8月14日 | 1880年選出 | 12 | 47                                                                                          | 11 | 1876年選出 | 1877年3月4日 – 1885年3月6日 | 民主党 | ルーシャス・Q・C・ラマー | 12 |
| 18 | ジェイムズ・Z・ジョージ | 民主党 | 1881年3月4日 – 1897年8月14日 | 1880年選出 | 12 | 48                                                                                          | 12 | 1883年再選 辞職 | 1877年3月4日 – 1885年3月6日 | 民主党 | ルーシャス・Q・C・ラマー | 12 |
| 18 | ジェイムズ・Z・ジョージ | 民主党 | 1881年3月4日 – 1897年8月14日 | 1880年選出 | 12 | 49                                                                                          | 12 | 1883年再選 辞職 | 1877年3月4日 – 1885年3月6日 | 民主党 | ルーシャス・Q・C・ラマー | 12 |
| 18 | ジェイムズ・Z・ジョージ | 民主党 | 1881年3月4日 – 1897年8月14日 | 1880年選出 | 12 |                                                                                             | 12 | 1885年3月6日 – 1885年3月9日 | 空席 | 空席 | 空席 | |
| 18 | ジェイムズ・Z・ジョージ | 民主党 | 1881年3月4日 – 1897年8月14日 | 1880年選出 | 12 | ラマーの任期を引き継ぐため任命 1886年1月20日ラマーの任期を満了するため選出                  | 12 | 1885年3月9日 – 1894年1月24日 | 民主党 | エドワード・C・ウォルソール | 13 | |
| 18 | ジェイムズ・Z・ジョージ | 民主党 | 1881年3月4日 – 1897年8月14日 | 1886年再選 | 13 | ラマーの任期を引き継ぐため任命 1886年1月20日ラマーの任期を満了するため選出                  | 12 | 1885年3月9日 – 1894年1月24日 | 民主党 | エドワード・C・ウォルソール | 13 | 50 |
| 18 | ジェイムズ・Z・ジョージ | 民主党 | 1881年3月4日 – 1897年8月14日 | 1886年再選 | 13 | 51                                                                                          | 13 | 1885年3月9日 – 1894年1月24日 | 民主党 | エドワード・C・ウォルソール | 13 | 1889年再選 辞職 |
| 18 | ジェイムズ・Z・ジョージ | 民主党 | 1881年3月4日 – 1897年8月14日 | 1886年再選 | 13 | 52                                                                                          | 13 | 1885年3月9日 – 1894年1月24日 | 民主党 | エドワード・C・ウォルソール | 13 | 1889年再選 辞職 |
| 18 | ジェイムズ・Z・ジョージ | 民主党 | 1881年3月4日 – 1897年8月14日 | 1892年再選 死去 | 14 | 53                                                                                          | 13 | 1885年3月9日 – 1894年1月24日 | 民主党 | エドワード・C・ウォルソール | 13 | 1889年再選 辞職 |
| 18 | ジェイムズ・Z・ジョージ | 民主党 | 1881年3月4日 – 1897年8月14日 | 1892年再選 死去 | 14 | 53                                                                                          | 13 | | 1894年1月24日 – 1894年2月7日 | 空席 | 空席 | 空席 |
| 18 | ジェイムズ・Z・ジョージ | 民主党 | 1881年3月4日 – 1897年8月14日 | 1892年再選 死去 | 14 | 53                                                                                          | 13 | ウォルソールの任期を満了するため選出 | 1894年2月7日 – 1895年3月4日 | 民主党 | アンセルム・J・マクローリン | 14 |
| 18 | ジェイムズ・Z・ジョージ | 民主党 | 1881年3月4日 – 1897年8月14日 | 1892年再選 死去 | 14 | 54                                                                                          | 14 | 1892年1月20日選出 死去 | 1895年3月4日 – 1898年4月21日 | 民主党 | エドワード・C・ウォルソール | 15 |
| 18 | ジェイムズ・Z・ジョージ | 民主党 | 1881年3月4日 – 1897年8月14日 | 1892年再選 死去 | 14 | 55                                                                                          | 14 | 1892年1月20日選出 死去 | 1895年3月4日 – 1898年4月21日 | 民主党 | エドワード・C・ウォルソール | 15 |
| 空席 | 空席 | 空席 | 1897年8月14日 – 1897年10月8日 | | 14 |                                                                                             | 14 | 1892年1月20日選出 死去 | 1895年3月4日 – 1898年4月21日 | 民主党 | エドワード・C・ウォルソール | 15 |
| 19 | ハーナンド・マニー | 民主党 | 1897年10月8日 – 1911年3月4日 | ジョージの任期を満了するため任命 | 14 |                                                                                             | 14 | 1892年1月20日選出 死去 | 1895年3月4日 – 1898年4月21日 | 民主党 | エドワード・C・ウォルソール | 15 |
| 19 | ハーナンド・マニー | 民主党 | 1897年10月8日 – 1911年3月4日 | ジョージの任期を満了するため任命 | 14 |                                                                                             | 14 | 1898年4月21日 – 1898年5月31日 | 空席 | 空席 | 空席 | |
| 19 | ハーナンド・マニー | 民主党 | 1897年10月8日 – 1911年3月4日 | ジョージの任期を満了するため任命 | 14 | ウォルソールの任期を引き継ぐため任命 1900年1月16日ウォルソールの任期を満了するため選出 引退 | 14 | 1898年5月31日 – 1901年3月4日 | 民主党 | ウィリアム・V・サリヴァン | 16 | |
| 19 | ハーナンド・マニー | 民主党 | 1897年10月8日 – 1911年3月4日 | 1899年選出 | 15 | ウォルソールの任期を引き継ぐため任命 1900年1月16日ウォルソールの任期を満了するため選出 引退 | 14 | 1898年5月31日 – 1901年3月4日 | 民主党 | ウィリアム・V・サリヴァン | 16 | 56 |
| 19 | ハーナンド・マニー | 民主党 | 1897年10月8日 – 1911年3月4日 | 1899年選出 | 15 | 57                                                                                          | 15 | 1900年選出 | 1901年3月4日 – 1909年12月22日 | 民主党 | アンセルム・J・マクローリン | 17 |
| 19 | ハーナンド・マニー | 民主党 | 1897年10月8日 – 1911年3月4日 | 1899年選出 | 15 | 58                                                                                          | 15 | 1900年選出 | 1901年3月4日 – 1909年12月22日 | 民主党 | アンセルム・J・マクローリン | 17 |
| 19 | ハーナンド・マニー | 民主党 | 1897年10月8日 – 1911年3月4日 | 1904年1月14日再選 引退 | 16 | 59                                                                                          | 15 | 1900年選出 | 1901年3月4日 – 1909年12月22日 | 民主党 | アンセルム・J・マクローリン | 17 |
| 19 | ハーナンド・マニー | 民主党 | 1897年10月8日 – 1911年3月4日 | 1904年1月14日再選 引退 | 16 | 60                                                                                          | 16 | 1904年1月19日再選 死去 | 1901年3月4日 – 1909年12月22日 | 民主党 | アンセルム・J・マクローリン | 17 |
| 19 | ハーナンド・マニー | 民主党 | 1897年10月8日 – 1911年3月4日 | 1904年1月14日再選 引退 | 16 | 61                                                                                          | 16 | 1904年1月19日再選 死去 | 1901年3月4日 – 1909年12月22日 | 民主党 | アンセルム・J・マクローリン | 17 |
| 19 | ハーナンド・マニー | 民主党 | 1897年10月8日 – 1911年3月4日 | 1904年1月14日再選 引退 | 16 |                                                                                             | 16 | 1909年12月22日 – 1909年12月27日 | 空席 | 空席 | 空席 | |
| 19 | ハーナンド・マニー | 民主党 | 1897年10月8日 – 1911年3月4日 | 1904年1月14日再選 引退 | 16 | マクローリンの任期を引き継ぐため任命 後継の議員資格取得                                     | 16 | 1909年12月27日 – 1910年2月22日 | 民主党 | ジェイムズ・ゴードン | 18 | |
| 19 | ハーナンド・マニー | 民主党 | 1897年10月8日 – 1911年3月4日 | 1904年1月14日再選 引退 | 16 | マクローリンの任期を満了するため選出 再指名に失敗                                           | 16 | 1910年2月23日 – 1913年3月4日 | 民主党 | ルロイ・パーシー | 19 | |
| 20 | ジョン・S・ウィリアムズ | 民主党 | 1911年3月4日 – 1923年3月4日 | 1908年1月21日選出 | 17 | マクローリンの任期を満了するため選出 再指名に失敗                                           | 16 | 1910年2月23日 – 1913年3月4日 | 民主党 | ルロイ・パーシー | 19 | 62 |
| 20 | ジョン・S・ウィリアムズ | 民主党 | 1911年3月4日 – 1923年3月4日 | 1908年1月21日選出 | 17 | 63                                                                                          | 17 | 1912年1月16日選出 再指名に失敗 | 1913年3月4日 – 1919年3月4日 | 民主党 | ジェームズ・K・ヴァーダマン | 20 |
| 20 | ジョン・S・ウィリアムズ | 民主党 | 1911年3月4日 – 1923年3月4日 | 1908年1月21日選出 | 17 | 64                                                                                          | 17 | 1912年1月16日選出 再指名に失敗 | 1913年3月4日 – 1919年3月4日 | 民主党 | ジェームズ・K・ヴァーダマン | 20 |
| 20 | ジョン・S・ウィリアムズ | 民主党 | 1911年3月4日 – 1923年3月4日 | 1916年再選 引退 | 18 | 65                                                                                          | 17 | 1912年1月16日選出 再指名に失敗 | 1913年3月4日 – 1919年3月4日 | 民主党 | ジェームズ・K・ヴァーダマン | 20 |
| 20 | ジョン・S・ウィリアムズ | 民主党 | 1911年3月4日 – 1923年3月4日 | 1916年再選 引退 | 18 | 66                                                                                          | 18 | 1918年選出 | 1919年3月5日 – 1941年6月22日 | 民主党 | パット・ハリスン | 21 |
| 20 | ジョン・S・ウィリアムズ | 民主党 | 1911年3月4日 – 1923年3月4日 | 1916年再選 引退 | 18 | 67                                                                                          | 18 | 1918年選出 | 1919年3月5日 – 1941年6月22日 | 民主党 | パット・ハリスン | 21 |
| 21 | ヒューバート・D・スティーヴンズ | 民主党 | 1923年3月4日 – 1935年1月3日 | 1922年選出 | 19 | 68                                                                                          | 18 | 1918年選出 | 1919年3月5日 – 1941年6月22日 | 民主党 | パット・ハリスン | 21 |
| 21 | ヒューバート・D・スティーヴンズ | 民主党 | 1923年3月4日 – 1935年1月3日 | 1922年選出 | 19 | 69                                                                                          | 19 | 1924年再選 | 1919年3月5日 – 1941年6月22日 | 民主党 | パット・ハリスン | 21 |
| 21 | ヒューバート・D・スティーヴンズ | 民主党 | 1923年3月4日 – 1935年1月3日 | 1922年選出 | 19 | 70                                                                                          | 19 | 1924年再選 | 1919年3月5日 – 1941年6月22日 | 民主党 | パット・ハリスン | 21 |
| 21 | ヒューバート・D・スティーヴンズ | 民主党 | 1923年3月4日 – 1935年1月3日 | 1928年再選 再指名に失敗 | 20 | 71                                                                                          | 19 | 1924年再選 | 1919年3月5日 – 1941年6月22日 | 民主党 | パット・ハリスン | 21 |
| 21 | ヒューバート・D・スティーヴンズ | 民主党 | 1923年3月4日 – 1935年1月3日 | 1928年再選 再指名に失敗 | 20 | 72                                                                                          | 20 | 1930年再選 | 1919年3月5日 – 1941年6月22日 | 民主党 | パット・ハリスン | 21 |
| 21 | ヒューバート・D・スティーヴンズ | 民主党 | 1923年3月4日 – 1935年1月3日 | 1928年再選 再指名に失敗 | 20 | 73                                                                                          | 20 | 1930年再選 | 1919年3月5日 – 1941年6月22日 | 民主党 | パット・ハリスン | 21 |
| 22 | セオドア・G・ビルボー | 民主党 | 1935年1月3日 – 1947年8月21日 | 1934年選出 | 21 | 74                                                                                          | 20 | 1930年再選 | 1919年3月5日 – 1941年6月22日 | 民主党 | パット・ハリスン | 21 |
| 22 | セオドア・G・ビルボー | 民主党 | 1935年1月3日 – 1947年8月21日 | 1934年選出 | 21 | 75                                                                                          | 21 | 1936年再選 死去 | 1919年3月5日 – 1941年6月22日 | 民主党 | パット・ハリスン | 21 |
| 22 | セオドア・G・ビルボー | 民主党 | 1935年1月3日 – 1947年8月21日 | 1934年選出 | 21 | 76                                                                                          | 21 | 1936年再選 死去 | 1919年3月5日 – 1941年6月22日 | 民主党 | パット・ハリスン | 21 |
| 22 | セオドア・G・ビルボー | 民主党 | 1935年1月3日 – 1947年8月21日 | 1940年再選 | 22 | 77                                                                                          | 21 | 1936年再選 死去 | 1919年3月5日 – 1941年6月22日 | 民主党 | パット・ハリスン | 21 |
| 22 | セオドア・G・ビルボー | 民主党 | 1935年1月3日 – 1947年8月21日 | 1940年再選 | 22 | 77                                                                                          | 21 | | 1941年6月22日 – 1941年6月30日 | 空席 | 空席 | 空席 |
| 22 | セオドア・G・ビルボー | 民主党 | 1935年1月3日 – 1947年8月21日 | 1940年再選 | 22 | 77                                                                                          | 21 | ハリソンの任期を引き継ぐため任命 後継選出時に引退 | 1941年6月30日 – 1941年9月28日 | 民主党 | ジェイムズ・イーストランド | 22 |
| 22 | セオドア・G・ビルボー | 民主党 | 1935年1月3日 – 1947年8月21日 | 1940年再選 | 22 | 77                                                                                          | 21 | ハリソンの任期を満了するため選出 再指名に失敗 | 1941年9月29日 – 1943年1月3日 | 民主党 | ウォール・ドクシー | 23 |
| 22 | セオドア・G・ビルボー | 民主党 | 1935年1月3日 – 1947年8月21日 | 1940年再選 | 22 | 78                                                                                          | 22 | 1942年選出 | 1943年1月3日 – 1978年12月27日 | 民主党 | ジェイムズ・イーストランド | 24 |
| 22 | セオドア・G・ビルボー | 民主党 | 1935年1月3日 – 1947年8月21日 | 1940年再選 | 22 | 79                                                                                          | 22 | 1942年選出 | 1943年1月3日 – 1978年12月27日 | 民主党 | ジェイムズ・イーストランド | 24 |
| 22 | セオドア・G・ビルボー | 民主党 | 1935年1月3日 – 1947年8月21日 | 1946年再選 死去 | 23 | 80                                                                                          | 22 | 1942年選出 | 1943年1月3日 – 1978年12月27日 | 民主党 | ジェイムズ・イーストランド | 24 |
| 空席 | 空席 | 空席 | 1947年8月21日 – 1947年11月5日 | | 23 | 80                                                                                          | 22 | 1942年選出 | 1943年1月3日 – 1978年12月27日 | 民主党 | ジェイムズ・イーストランド | 24 |
| 23 | ジョン・C・ステニス | 民主党 | 1947年11月5日 – 1989年1月3日 | ビルボーの任期を満了するため選出 | 23 | 80                                                                                          | 22 | 1942年選出 | 1943年1月3日 – 1978年12月27日 | 民主党 | ジェイムズ・イーストランド | 24 |
| 23 | ジョン・C・ステニス | 民主党 | 1947年11月5日 – 1989年1月3日 | ビルボーの任期を満了するため選出 | 23 | 81                                                                                          | 23 | 1948年再選 | 1943年1月3日 – 1978年12月27日 | 民主党 | ジェイムズ・イーストランド | 24 |
| 23 | ジョン・C・ステニス | 民主党 | 1947年11月5日 – 1989年1月3日 | ビルボーの任期を満了するため選出 | 23 | 82                                                                                          | 23 | 1948年再選 | 1943年1月3日 – 1978年12月27日 | 民主党 | ジェイムズ・イーストランド | 24 |
| 23 | ジョン・C・ステニス | 民主党 | 1947年11月5日 – 1989年1月3日 | 1952年再選 | 24 | 83                                                                                          | 23 | 1948年再選 | 1943年1月3日 – 1978年12月27日 | 民主党 | ジェイムズ・イーストランド | 24 |
| 23 | ジョン・C・ステニス | 民主党 | 1947年11月5日 – 1989年1月3日 | 1952年再選 | 24 | 84                                                                                          | 24 | 1954年再選 | 1943年1月3日 – 1978年12月27日 | 民主党 | ジェイムズ・イーストランド | 24 |
| 23 | ジョン・C・ステニス | 民主党 | 1947年11月5日 – 1989年1月3日 | 1952年再選 | 24 | 85                                                                                          | 24 | 1954年再選 | 1943年1月3日 – 1978年12月27日 | 民主党 | ジェイムズ・イーストランド | 24 |
| 23 | ジョン・C・ステニス | 民主党 | 1947年11月5日 – 1989年1月3日 | 1958年再選 | 25 | 86                                                                                          | 24 | 1954年再選 | 1943年1月3日 – 1978年12月27日 | 民主党 | ジェイムズ・イーストランド | 24 |
| 23 | ジョン・C・ステニス | 民主党 | 1947年11月5日 – 1989年1月3日 | 1958年再選 | 25 | 87                                                                                          | 25 | 1960年再選 | 1943年1月3日 – 1978年12月27日 | 民主党 | ジェイムズ・イーストランド | 24 |
| 23 | ジョン・C・ステニス | 民主党 | 1947年11月5日 – 1989年1月3日 | 1958年再選 | 25 | 88                                                                                          | 25 | 1960年再選 | 1943年1月3日 – 1978年12月27日 | 民主党 | ジェイムズ・イーストランド | 24 |
| 23 | ジョン・C・ステニス | 民主党 | 1947年11月5日 – 1989年1月3日 | 1964年再選 | 26 | 89                                                                                          | 25 | 1960年再選 | 1943年1月3日 – 1978年12月27日 | 民主党 | ジェイムズ・イーストランド | 24 |
| 23 | ジョン・C・ステニス | 民主党 | 1947年11月5日 – 1989年1月3日 | 1964年再選 | 26 | 90                                                                                          | 26 | 1966年再選 | 1943年1月3日 – 1978年12月27日 | 民主党 | ジェイムズ・イーストランド | 24 |
| 23 | ジョン・C・ステニス | 民主党 | 1947年11月5日 – 1989年1月3日 | 1964年再選 | 26 | 91                                                                                          | 26 | 1966年再選 | 1943年1月3日 – 1978年12月27日 | 民主党 | ジェイムズ・イーストランド | 24 |
| 23 | ジョン・C・ステニス | 民主党 | 1947年11月5日 – 1989年1月3日 | 1970年再選 | 27 | 92                                                                                          | 26 | 1966年再選 | 1943年1月3日 – 1978年12月27日 | 民主党 | ジェイムズ・イーストランド | 24 |
| 23 | ジョン・C・ステニス | 民主党 | 1947年11月5日 – 1989年1月3日 | 1970年再選 | 27 | 93                                                                                          | 27 | 1972年再選 引退,後継に議席を譲るため任期満了前に辞職 | 1943年1月3日 – 1978年12月27日 | 民主党 | ジェイムズ・イーストランド | 24 |
| 23 | ジョン・C・ステニス | 民主党 | 1947年11月5日 – 1989年1月3日 | 1970年再選 | 27 | 94                                                                                          | 27 | 1972年再選 引退,後継に議席を譲るため任期満了前に辞職 | 1943年1月3日 – 1978年12月27日 | 民主党 | ジェイムズ・イーストランド | 24 |
| 23 | ジョン・C・ステニス | 民主党 | 1947年11月5日 – 1989年1月3日 | 1976年再選 | 28 | 95                                                                                          | 27 | 1972年再選 引退,後継に議席を譲るため任期満了前に辞職 | 1943年1月3日 – 1978年12月27日 | 民主党 | ジェイムズ・イーストランド | 24 |
| 23 | ジョン・C・ステニス | 民主党 | 1947年11月5日 – 1989年1月3日 | 1976年再選 | 28 | 95                                                                                          | 27 | イーストランドの任期を満了するため任命。選出時、次の任期にも選出済。                                                                                              | 1978年12月27日 – 2018年4月1日 | 共和党 | サッド・コクラン | 25 |
| 23 | ジョン・C・ステニス | 民主党 | 1947年11月5日 – 1989年1月3日 | 1976年再選 | 28 | 96                                                                                          | 28 | 1978年選出 | 1978年12月27日 – 2018年4月1日 | 共和党 | サッド・コクラン | 25 |
| 23 | ジョン・C・ステニス | 民主党 | 1947年11月5日 – 1989年1月3日 | 1976年再選 | 28 | 97                                                                                          | 28 | 1978年選出 | 1978年12月27日 – 2018年4月1日 | 共和党 | サッド・コクラン | 25 |
| 23 | ジョン・C・ステニス | 民主党 | 1947年11月5日 – 1989年1月3日 | 1982年再選 引退 | 29 | 98                                                                                          | 28 | 1978年選出 | 1978年12月27日 – 2018年4月1日 | 共和党 | サッド・コクラン | 25 |
| 23 | ジョン・C・ステニス | 民主党 | 1947年11月5日 – 1989年1月3日 | 1982年再選 引退 | 29 | 99                                                                                          | 29 | 1984年再選 | 1978年12月27日 – 2018年4月1日 | 共和党 | サッド・コクラン | 25 |
| 23 | ジョン・C・ステニス | 民主党 | 1947年11月5日 – 1989年1月3日 | 1982年再選 引退 | 29 | 100                                                                                         | 29 | 1984年再選 | 1978年12月27日 – 2018年4月1日 | 共和党 | サッド・コクラン | 25 |
| 24 | トレント・ロット | 共和党 | 1989年1月3日 – 2007年12月18日 | 1988年選出 | 30 | 101                                                                                         | 29 | 1984年再選 | 1978年12月27日 – 2018年4月1日 | 共和党 | サッド・コクラン | 25 |
| 24 | トレント・ロット | 共和党 | 1989年1月3日 – 2007年12月18日 | 1988年選出 | 30 | 102                                                                                         | 30 | 1990年再選 | 1978年12月27日 – 2018年4月1日 | 共和党 | サッド・コクラン | 25 |
| 24 | トレント・ロット | 共和党 | 1989年1月3日 – 2007年12月18日 | 1988年選出 | 30 | 103                                                                                         | 30 | 1990年再選 | 1978年12月27日 – 2018年4月1日 | 共和党 | サッド・コクラン | 25 |
| 24 | トレント・ロット | 共和党 | 1989年1月3日 – 2007年12月18日 | 1994年再選 | 31 | 104                                                                                         | 30 | 1990年再選 | 1978年12月27日 – 2018年4月1日 | 共和党 | サッド・コクラン | 25 |
| 24 | トレント・ロット | 共和党 | 1989年1月3日 – 2007年12月18日 | 1994年再選 | 31 | 105                                                                                         | 31 | 1996年再選 | 1978年12月27日 – 2018年4月1日 | 共和党 | サッド・コクラン | 25 |
| 24 | トレント・ロット | 共和党 | 1989年1月3日 – 2007年12月18日 | 1994年再選 | 31 | 106                                                                                         | 31 | 1996年再選 | 1978年12月27日 – 2018年4月1日 | 共和党 | サッド・コクラン | 25 |
| 24 | トレント・ロット | 共和党 | 1989年1月3日 – 2007年12月18日 | 2000年再選 | 32 | 107                                                                                         | 31 | 1996年再選 | 1978年12月27日 – 2018年4月1日 | 共和党 | サッド・コクラン | 25 |
| 24 | トレント・ロット | 共和党 | 1989年1月3日 – 2007年12月18日 | 2000年再選 | 32 | 108                                                                                         | 32 | 2002年再選 | 1978年12月27日 – 2018年4月1日 | 共和党 | サッド・コクラン | 25 |
| 24 | トレント・ロット | 共和党 | 1989年1月3日 – 2007年12月18日 | 2000年再選 | 32 | 109                                                                                         | 32 | 2002年再選 | 1978年12月27日 – 2018年4月1日 | 共和党 | サッド・コクラン | 25 |
| 24 | トレント・ロット | 共和党 | 1989年1月3日 – 2007年12月18日 | 2006年再選 辞職 | 33 | 110                                                                                         | 32 | 2002年再選 | 1978年12月27日 – 2018年4月1日 | 共和党 | サッド・コクラン | 25 |
| 空席 | 空席 | 空席 | 2007年12月18日 – 2007年12月31日 | | 33 | 110                                                                                         | 32 | 2002年再選 | 1978年12月27日 – 2018年4月1日 | 共和党 | サッド・コクラン | 25 |
| 25 | ロジャー・ウィッカー | 共和党 | 2007年12月31日 – 現職 | ロットの辞職により任命任命 ロット辞職による補欠選挙で選出 | 33 | 110                                                                                         | 32 | 2002年再選 | 1978年12月27日 – 2018年4月1日 | 共和党 | サッド・コクラン | 25 |
| 25 | ロジャー・ウィッカー | 共和党 | 2007年12月31日 – 現職 | ロットの辞職により任命任命 ロット辞職による補欠選挙で選出 | 33 | 111                                                                                         | 33 | 2008年再選 | 1978年12月27日 – 2018年4月1日 | 共和党 | サッド・コクラン | 25 |
| 25 | ロジャー・ウィッカー | 共和党 | 2007年12月31日 – 現職 | ロットの辞職により任命任命 ロット辞職による補欠選挙で選出 | 33 | 112                                                                                         | 33 | 2008年再選 | 1978年12月27日 – 2018年4月1日 | 共和党 | サッド・コクラン | 25 |
| 25 | ロジャー・ウィッカー | 共和党 | 2007年12月31日 – 現職 | 2012年再選 | 34 | 113                                                                                         | 33 | 2008年再選 | 1978年12月27日 – 2018年4月1日 | 共和党 | サッド・コクラン | 25 |
| 25 | ロジャー・ウィッカー | 共和党 | 2007年12月31日 – 現職 | 2012年再選 | 34 | 114                                                                                         | 34 | 2014年再選 辞職 | 1978年12月27日 – 2018年4月1日 | 共和党 | サッド・コクラン | 25 |
| 25 | ロジャー・ウィッカー | 共和党 | 2007年12月31日 – 現職 | 2012年再選 | 34 | 115                                                                                         | 34 | 2014年再選 辞職 | 1978年12月27日 – 2018年4月1日 | 共和党 | サッド・コクラン | 25 |
| 25 | ロジャー・ウィッカー | 共和党 | 2007年12月31日 – 現職 | 2012年再選 | 34 | コクラン辞職により任命 コクラン辞職による補欠選挙で選出                                     | 34 | 2018年4月2日 – 現職 | 共和党 | シンディ・ハイド・スミス | 26 | |
| 25 | ロジャー・ウィッカー | 共和党 | 2007年12月31日 – 現職 | 2018年再選 | 35 | コクラン辞職により任命 コクラン辞職による補欠選挙で選出                                     | 34 | 2018年4月2日 – 現職 | 共和党 | シンディ・ハイド・スミス | 26 | 116 |
| 25 | ロジャー・ウィッカー | 共和党 | 2007年12月31日 – 現職 | 2018年再選 | 35 | 117                                                                                         | 35 | 2018年4月2日 – 現職 | 共和党 | シンディ・ハイド・スミス | 26 | 2020年再選 |
| 25 | ロジャー・ウィッカー | 共和党 | 2007年12月31日 – 現職 | 2018年再選 | 35 | 118                                                                                         | 35 | 2018年4月2日 – 現職 | 共和党 | シンディ・ハイド・スミス | 26 | 2020年再選 |
| 25 | ロジャー・ウィッカー | 共和党 | 2007年12月31日 – 現職 | 2024年再選 | 36 | 119                                                                                         | 35 | 2018年4月2日 – 現職 | 共和党 | シンディ・ハイド・スミス | 26 | 2020年再選 |
| 25 | ロジャー・ウィッカー | 共和党 | 2007年12月31日 – 現職 | 2024年再選 | 36 | 120                                                                                         | 36 | 2026年改選予定 | 2026年改選予定 | 2026年改選予定 | 2026年改選予定 | 2026年改選予定 |
| # | 氏名 | 所属政党 | 在職期間 | 選挙歴 | 任 期 |                                                                                             | 任 期 | 選挙歴 | 在職期間 | 所属政党 | 氏名 | # |
| 第1部 | 第1部 | 第1部 | 第1部 | 第1部 | 第1部 | 第2部                                                                                       | 第2部 | 第2部 | 第2部 | 第2部 | 第2部 | |